# BBC Pacific Quay
BBC Pacific Quay (ou Pacific Quay) é o complexo de estúdios de televisão e rádio da BBC Scotland em Pacific Quay, Glasgow, Escócia. Inaugurados pelo então primeiro-ministro Gordon Brown em 20 de setembro de 2007, os estúdios abrigam os serviços de televisão, rádio e on-line da BBC Scotland e a sede da BBC na Escócia.

## História
A BBC havia superado sua antiga sede em Queen Margaret Drive, Glasgow. Em julho de 1999, a BBC indicou que cerca de 800 funcionários se mudariam para um novo prédio localizado no Pacific Quay. A BBC organizou um concurso para projetar um novo prédio com mais de setenta empresas atraídas. Em março de 2001, havia uma lista restrita de sete entradas.
Inaugurado oficialmente em 20 de setembro de 2007 por Gordon Brown, o edifício é um centro de transmissão dinâmico e uma referência em termos de tecnologia de ponta e métodos de produção, via TV, rádio e online.

## Estúdios
Existem três principais estúdios de televisão baseados no BBC Pacific Quay:

### Estúdio A
O Estúdio A é o maior estúdio de televisão do complexo, com 782 m² de área útil. Pode acomodar facilmente audiências de estúdio de até 320.

### Estúdio B
O Estúdio B é o estúdio de pequeno a médio porte, com 241 m² de área útil. Pequenos públicos de estúdio de até 100 podem ser acomodados no Estúdio B.

### Estúdio C
O Estúdio C é o menor estúdio, com 180 m² de área útil. É o lar do principal programa de notícias da BBC Scotland, o Reporting Scotland, e também é usado para programação de notícias, política e assuntos atuais da BBC Scotland. Por esse motivo, geralmente não está disponível para uso por outras produções.
Além disso, o estúdio Pacific Quay é usado para hospedar apresentações musicais na frente de uma platéia; atos incluíram KT Tunstall, Texas e The Fratellis. A característica central do complexo é usada para gravar entrevistas, hospedar programação política e transmitir webcasts como o Authors Live.